# Al-Betrugi
Nur ad-Din al-Bitruji (scris și: Nur al-Din Ibn Ishaq Al-Betrugi sau Abu Ishâk ibn al-Bitrogi), cunoscut și ca Al-Betrugi sau Al-Bitrugi, latinizat: Alpetragius, (n. ? - d. 1204) a fost un matematician și astronom islamic din Sevilla. 
Este cunoscut în special pentru faptul că a înlocuit sistemul astronomic complicat al lui Ptolemeu cu un sistem mai simplu format din cercuri concentrice.
În ceea ce privește mecanica, a dezvoltat conceptul de impetus, propus inițial de Ioannes Philoponos, similar celui de impuls din ziua de azi.
Astfel, în problemele de mecanică, a aplicat teza micșorării treptate a impetusului la mișcarea corpurilor cerești.
Concepțiile sale se regăsesc în lucrarea Teoria planetelor dovedită prin argumente fizice, care a fost tradusă în 1217 de către Michael Scot și reeditată sub titlul De moribus Coelorum ("Despre mișcarea cerurilor").
Aceasta a constituit un prim atac împotriva concepției lui Ptolemeu.